# 石山神社

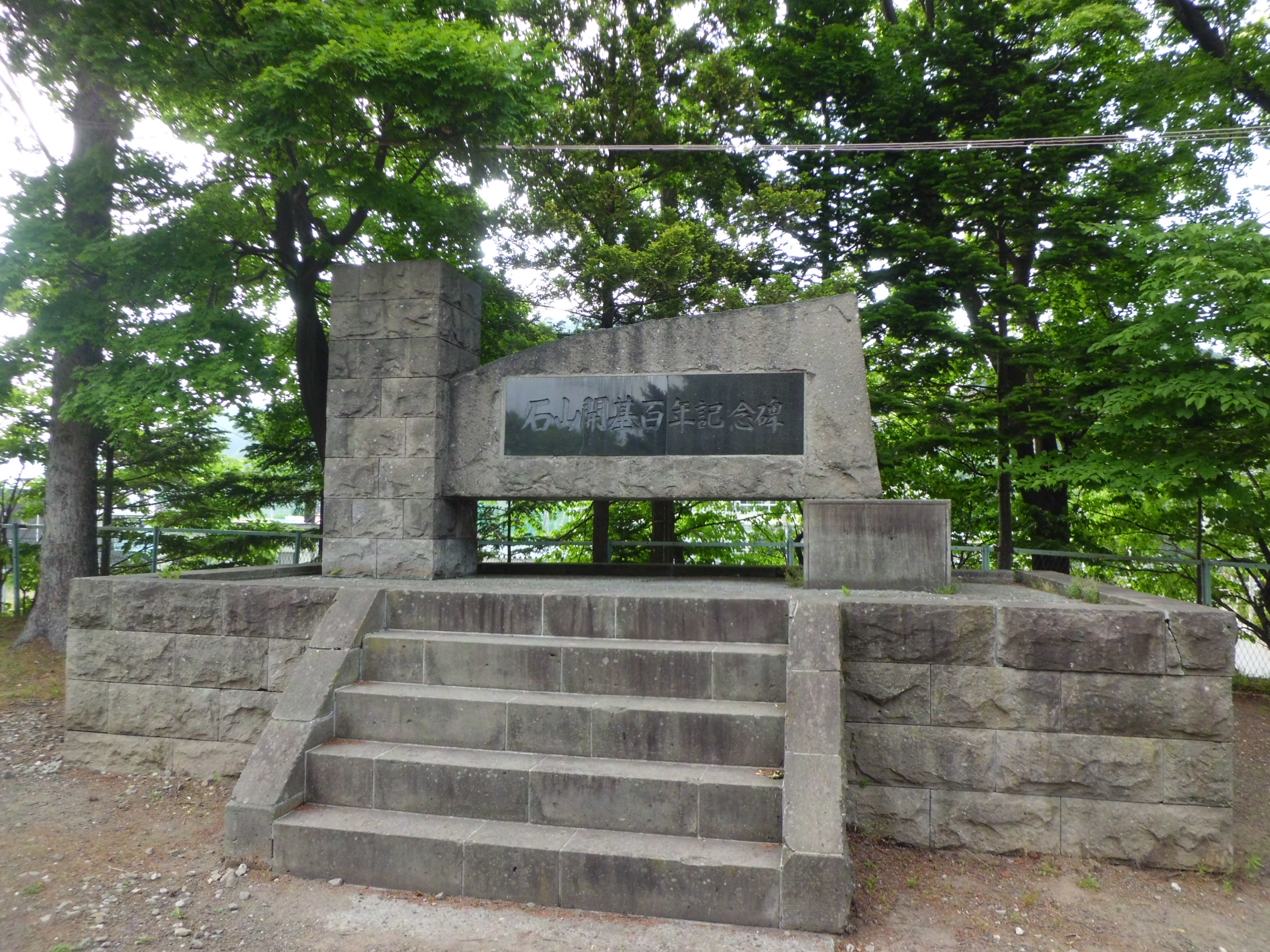
石山開基百年記念碑

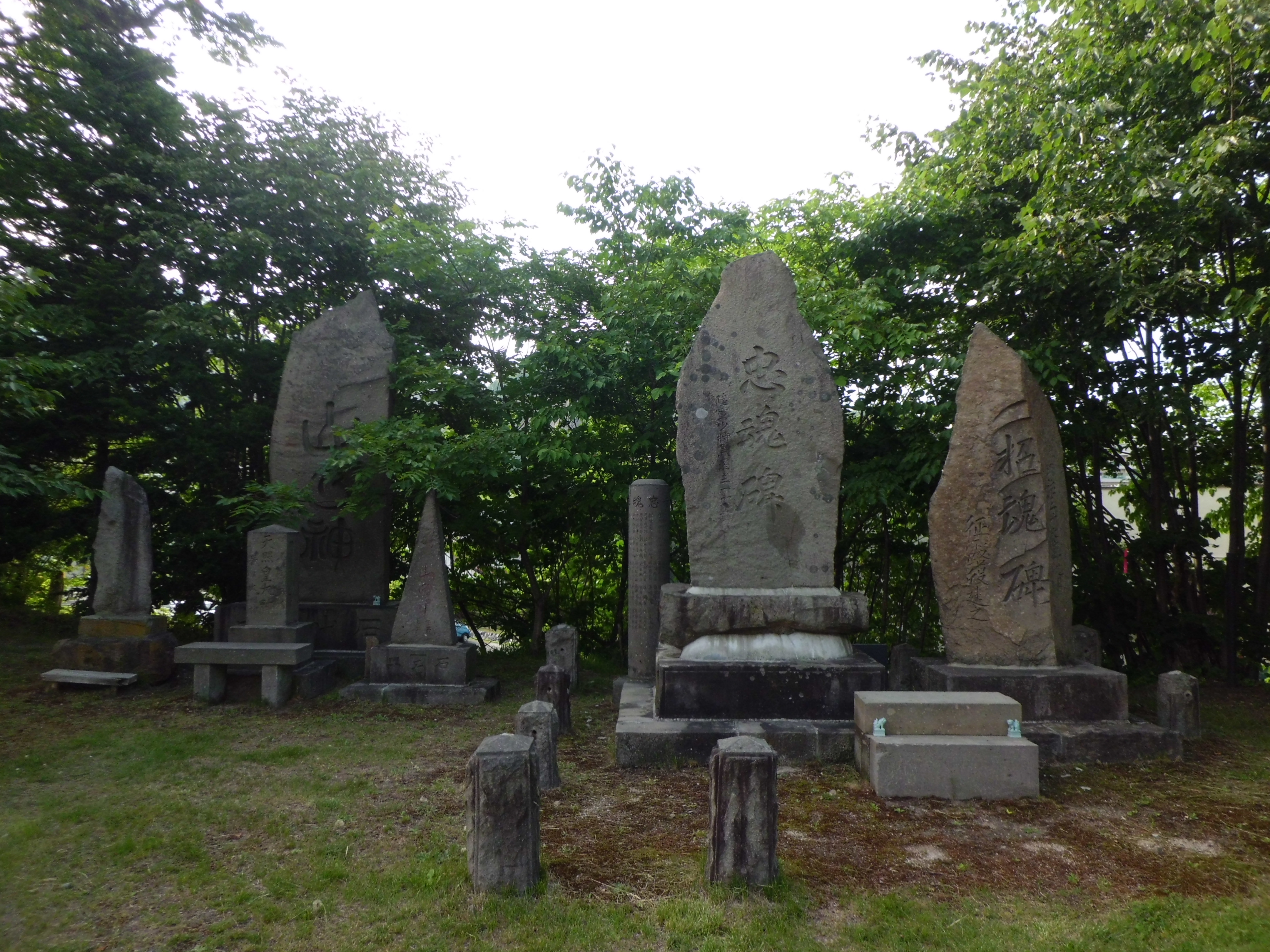
石碑群

石山神社（いしやまじんじゃ）は、北海道札幌市南区に鎮座する、神社本庁包括下（北海道神社庁札幌支部管内）の神社で、南区では唯一神職が常駐する神社。

## 由緒
石山は札幌軟石の産出地であり、採石のため道外から渡道した職人たちが、1885年（明治18年）、作業の安全を祈願し大山祇神（山の神）を祀ったのが神社創建の由緒と伝えられている。
1909年（明治43年）、人家に近接していたため子供たちの遊び場になり、神域を汚す恐れがあるとして現在地に遷座。その後、近隣各地域に祀られていた豊受大神、天照大御神、春日大神、八幡大神等が合祀された。
1927年（昭和2年）8月、現社殿が完成し、1969年（昭和44年）、本殿で祀る祭神を天照大御神一柱とし、その他の祭神は神号を記した石碑による祭祀とした上で宗教法人となり、現在に至る。

## 祭神
- 天照大御神（アマテラスオオミカミ）

## 交通
じょうてつバス「石山小学校前」停留所下車、徒歩約3分。駐車場は約50台駐車可能。